# Rawya Ateya
Rawya Ateya (19 de abril de 1926 - 9 de maio de 1997) foi uma mulher egípcia que se tornou a primeira mulher parlamentar no mundo árabe em 1957.

## Vida e educação
Rawya Ateya nasceu na província de Gizé em 19 de abril de 1926. Cresceu em uma família politicamente ativa. Seu pai era o secretário-geral do Partido Wafd, e suas atividades políticas levaram a sua prisão. A própria Ateya participou de manifestações desde muito cedo, foi ferida durante os protestos antibritânicos de 1939. Continuou seus estudos a um nível avançado, o que era incomum para as meninas egípcias na época. Obteve vários diplomas universitários em vários campos: um diploma em educação e psicologia, um mestrado em jornalismo e um diploma em estudos islâmicos. Ela trabalhou como professora por 15 anos e teve um breve período de seis meses como jornalista.

## Serviço militar
Em 1956, se tornou a primeira mulher a ser comissionada como oficial do Exército de Libertação. Ela desempenhou um papel ativo na Guerra de Suez, durante a qual o Egito foi invadido pelo Reino Unido, França e Israel. Ela ajudou a treinar 4.000 mulheres em primeiros socorros e enfermagem em meio à guerra. Ocupava o posto de capitã em uma unidade de comando de mulheres.
Durante a Guerra de Outubro de 1973, ela presidiu a Sociedade das Famílias de Mártires e Soldados, que lhe valeu o apelido de "mãe dos combatentes martirizados". Obteve vários prêmios militares do estado egípcio, principalmente o emblema do Terceiro exército, o medalhão de 6 de outubro e a medalha das forças armadas.

## Carreira parlamentar
O direito de voto e a elegibilidade para o cargo eleito foram estendidos às mulheres egípcias pelo presidente Gamal Abdel Nasser através da adoção da Constituição de 1956. As primeiras eleições sob a nova constituição foram realizadas no ano seguinte, em 3 de julho de 1957. Havia apenas 16 mulheres em entre mais de 2.000 candidatos. Pesquisas de opinião realizadas na época mostraram que 70% dos homens egípcios se opunham à ideia de mulheres no Parlamento.
No entanto, Ateya superou as probabilidades e recebeu 110.807 votos em seu reduto eleitoral. Eleita no Cairo, ela descreveu o forte preconceito que enfrentou na época dizendo: "Fui ressentida por ser mulher. No entanto, conversei com eles e os lembrei das esposas e famílias até que eles mudassem de ideia." Além de argumentos religiosos, ela usou sua experiência militar como um ativo político. A vitória de Ateya foi ainda mais significativa, já que seu oponente na eleição foi o advogado e banqueiro pró-comunista Ahmed Fuad, um amigo pessoal e protegido do presidente Nasser.

## Legado
Rawya Ateya é considerada uma figura pioneira na história do feminismo egípcio e árabe. Em dezembro de 2007, foi realizada uma cerimônia no Parlamento egípcio para comemorar o 50º aniversário da vitória eleitoral de Ateya. A cerimônia contou com a participação de Lateefa Al Gaood, do Bahrein, que havia se tornado um ano antes a primeira mulher deputada no país, e Nada Haffadh também do Bahrein e primeira ministra do país.